# Panthera blytheae
Panthera blytheae es una especie extinta de mamífero carnívoro de la familia de los felidos, relacionada con el leopardo de las nieves y el tigre.

## Distribución
Se han encontrado fósiles en la cordillera del Himalaya, en el Tíbet, con una antigüedad de unos 6 millones de años, de forma que sus restos son los más antiguos conocidos de la subfamilia Pantherinae, la que incluye a los grandes felinos, como el tigre, el leopardo y el león.